# 黄勇杀人案
黄勇杀人案，又称河南平舆“11·12”特大杀人案，是指2001年9月至2003年11月期间，发生在河南省平舆县一起恶性连环杀人案件。

## 案件相关人
黄勇（1974年11月18日-2003年12月26日），男，该案被告，河南省平舆县人。

## 事发经过
2001年，黄勇将轧面条机机架改装成杀人机械，取名为“智能木马”。2001年9月至2003年11月，黄勇先后从网吧、录像厅、游戏厅等娱乐场所，以资助上学、提高学习成绩、外出游玩和介绍工作为诱饵将青少年骗到自己家中，以其要想实现自己的愿望，必须经过“智能木马”测试为由将其绑在木马上，或先把其用酒灌醉，然后用布条勒死。至案发时，黄勇总计杀死无辜青少年二十餘人，轻伤1人。
2003年11月，黄勇放弃杀害最后一名被害人张某，释放其回家，并写好遗书，后者随即报警。

## 公安机关侦查经过
2003年11月12日，因涉嫌故意杀人犯罪，黄勇被刑事拘留，同年11月22日被逮捕。

## 检察机关审查阶段
2003年11月26日，驻马店市公安局、平舆县公安局联合侦查终结，以黄勇涉嫌故意杀人罪，向驻马店市人民检察院移交起诉。起诉书中声称“被告人黄勇自小受反映暴力题材影视剧影响，梦想成为一名杀手。2001年夏，被告人黄勇将家中面条机架改装为杀人器械，取名为‘智能木马’。精心策划后，决定向出入网吧、游戏厅、录像厅的男性青少年下手，实施杀人计划，实现自己的杀人梦想。”
2003年11月28日，驻马店市人民检察院起诉至驻马店市中级人民法院。

## 法院判决及执行
12月9日，驻马店市中级人民法院在河南省平舆县公开审判该案，并当庭作出一审判决，被告人黄勇犯故意杀人罪，被判处死刑，剥夺政治权利终身。对黄勇具有自首情节的辩护主张，法庭经审理后驳回。庭审过程中，本案17名受害者的家属表示放弃全部经济赔偿，只求严惩凶手，约有两千余名群众旁听了该案。判决后，黄勇并没有提请上诉。
12月26日，河南省高级人民法院核准驻马店市中级人民法院一审判决死刑的判决，立即执行死刑。

## 评价及影响
- 平舆县因为此次事件被撤销文明先进城市的称号。因为黄勇逍遥法外两年公安局和学校均没有引起重视，平舆公安局长，教体局长，文化局长，平舆一中校长和二中校长被撤职。[11]
- 2004年4月14日，该案部分受害人家属到玉皇庙乡大黄庄村黄勇家挖掘出残缺尸块，公安机关的侦查取证公正性受到严重质疑[10][12]。事后，三级公安机关（河南省、驻马店市、平舆县）向受害人家属赔礼道歉，相关责任人受到行政处罚[10][13]。

- 黄勇自述行凶动机，是因为其幼年时，偶然机会看到一部凶杀片《浪漫殺手自由人》，使其对杀手的角色十分喜爱，并很想体验感觉[14]。并最后坦白“每个人都有自己的梦想，希望大家不要走我这条路，代价太大。”[15]